# Buchten
Buchten (limb. Buchte) – wieś w Holandii, w prowincji Limburgia, w gminie Sittard-Geleen. 1 stycznia 2007 roku zamieszkiwało ją ok. 2140 osób. Pierwsze wzmianki na temat miejscowości pochodzą z roku 943 (Buochem).
Na terenie wsi znajduje się neoklasyczny kościół z XIII wieku (przebudowany w latach 1833-34).